# Ямпільська селищна територіальна громада (Сумська область)
Ямпільська селищна громада — територіальна громада в Україні, в Шосткинському районі Сумської області. Адміністративний центр — селище Ямпіль.
Площа громади — 521,1 км², населення — 8 153 мешканці (2022).
19 липня 2020 року, в результаті адміністративно-територіальної реформи та ліквідації Ямпільського району, громада увійшла до складу новоутвореного Шосткинського району.

## Населені пункти
У складі громади 3 селища (Неплюєве, Привокзальне, Ямпіль) і 29 сіл:
- Антонівка
- Базелівщина
- Білиця
- Воздвиженське
- Говорунове
- Грем'ячка
- Деражня
- Діброва
- Зелене
- Івотка
- Імшана
- Лісне
- Окіп
- Олександрівське
- Олине
- Ольжине
- Паліївка
- Папірня
- Прудище
- Рождественське
- Ростов
- Скобичівське
- Сороковий Клин
- Степне
- Туранівка
- Усок
- Феофілівка
- Чижикове
- Шатрище